# بين جونسون (لاعب كرة قدم أسترالية)
بين جونسون (بالإنجليزية: Ben Johnson)‏ هو لاعب كرة قدم أسترالية أسترالي، ولد في 5 أبريل 1981.

## وصلات خارجية
- بين جونسون على موقع AustralianFootball.com (الإنجليزية)
- بين جونسون على موقع AFLtables.com (الإنجليزية)